# Pteronotus pristinus
Pteronotus pristinus (Silva-Taboada, 1974) è un pipistrello della famiglia dei Mormoopidi  vissuto sull'isola di Cuba.

## Descrizione
Conosciuta soltanto attraverso dei resti fossili consistenti i tre crani, otto mandibole, un omero, un radio e tre tibie rinvenuti in una grotta della provincia di Sancti Spíritus, sull'isola di Cuba. La lunghezza del cranio era tra 17,3 e 17,7 mm, più grande di tutte le specie del genere Pteronotus, eccetto P.parnelli.